# Paul Anderson (sztangista)
Paul Edward Anderson (ur. 17 października 1932 w Toccoa, zm. 15 sierpnia 1994 w Vidalii) – amerykański sztangista, złoty medalista igrzysk olimpijskich i mistrzostw świata.

## Kariera
Swój pierwszy medal na arenie międzynarodowej wywalczył podczas mistrzostw świata w Monachium w 1955 roku, gdzie zdobył złoty medal w wadze ciężkiej. Wynik ten powtórzył na rozgrywanych rok później igrzyskach olimpijskich w Melbourne. Z wynikiem 500 kg w trójboju wyprzedził tam Humberto Selvettiego z Argentyny i Włocha Alberto Pigaianiego. Był to jego jedyny start olimpijski.
Ustanowił pięć rekordów świata: trzy w wyciskaniu, jeden w rwaniu i jeden w trójboju.